# Restrepia trichoglossa
Restrepia trichoglossa, commonly called the Hairy-tongued Restrepia, là một loài lan được tìm thấy ở México (Chiapas) to Peru.

## Hình ảnh

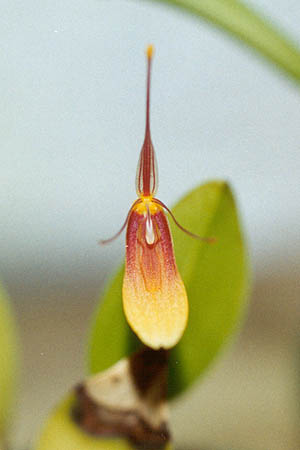
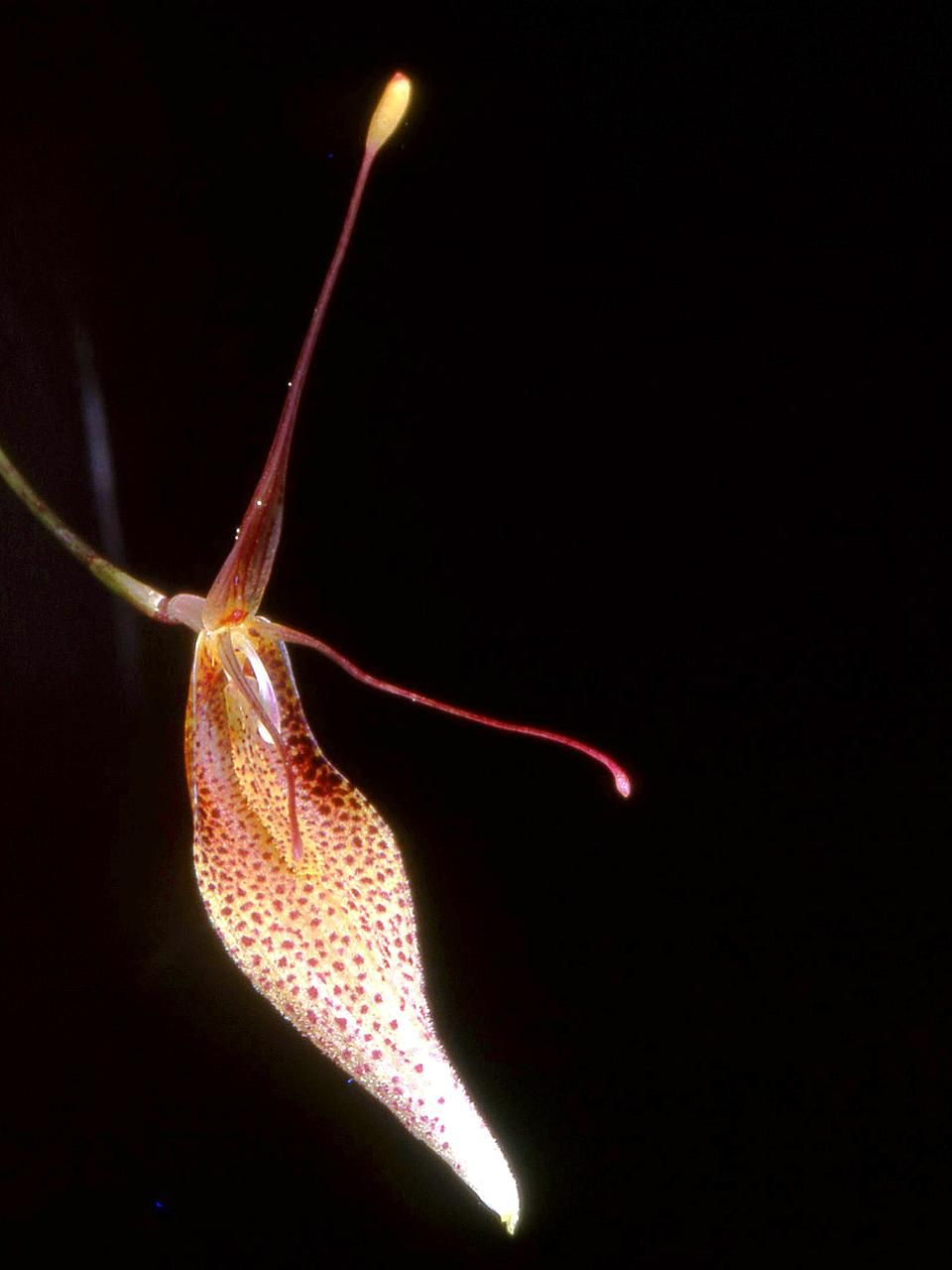
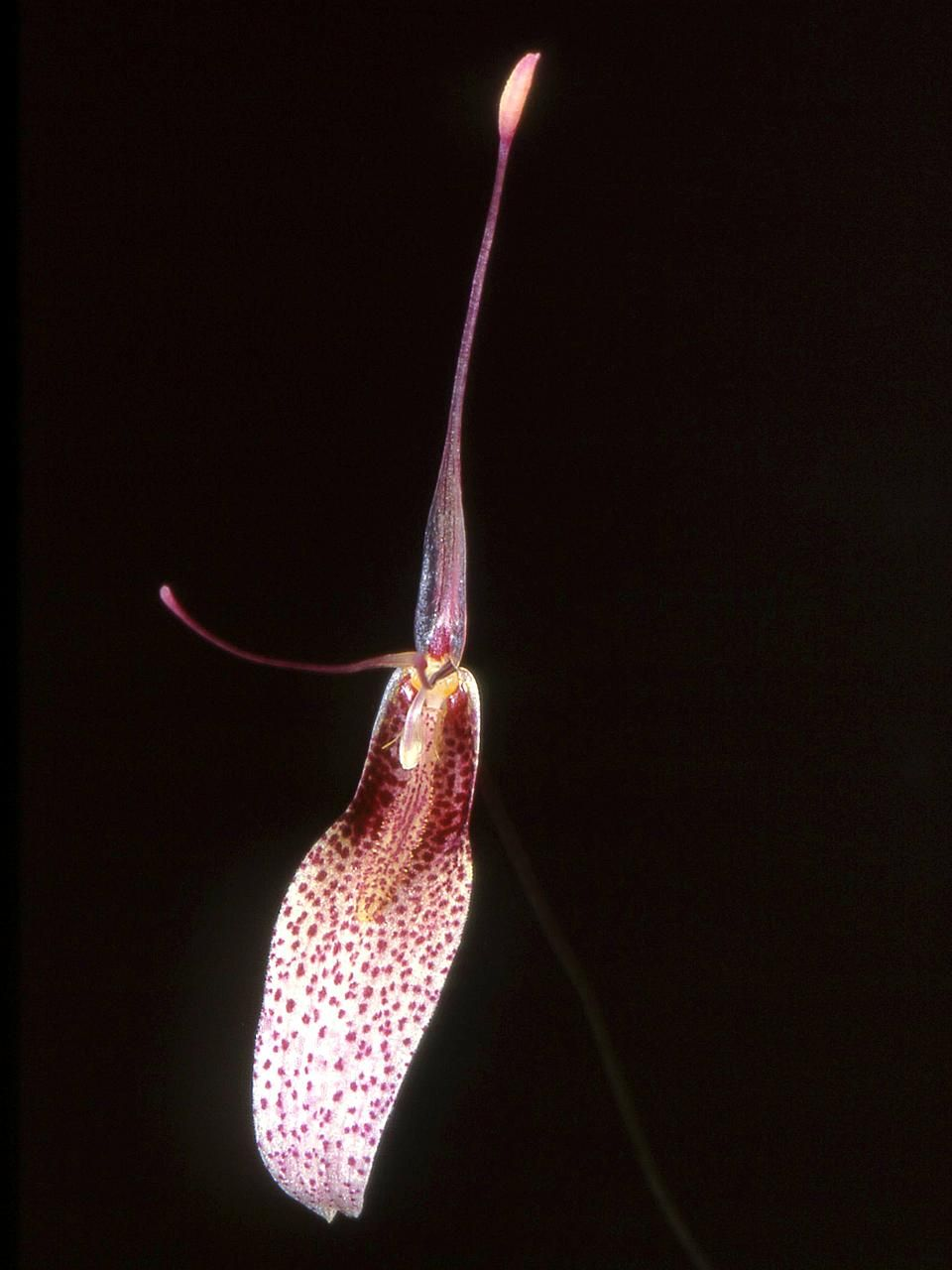